# Mistrzostwa Ameryki Południowej we Wspinaczce Sportowej 2006
Mistrzostwa Ameryki Południowej we Wspinaczce Sportowej 2006 – edycja mistrzostw Ameryki Południowej we wspinaczce sportowej, która odbyła się w dniach od 19 do 21 maja 2006 w wenezuelskim w mieście San Juan de Los Morros. 

## Konkurencje
Zawodnicy i zawodniczki podczas zawodów wspinaczkowych w 2006 roku rywalizowali łącznie w 8 konkurencjach. 
Mężczyźni
- bouldering, prowadzenie, wspinaczka na czas oraz wspinaczka łączna

Kobiety
- bouldering, prowadzenie, wspinaczka na czas oraz wspinaczka łączna.

## Uczestnicy
Każdy zawodnik miał prawo startować w każdej konkurencji o ile do niej został zgłoszony i zaakceptowany przez IFCS i organizatora zawodów. 
| Lp.   |           | ↓ Uczestnicy – konkurencje → |    | bouldering | prowadzenie | na czas | wsp. łączna |
| ----- | --------- | ---------------------------- | -- | ---------- | ----------- | ------- | ----------- |
| 1.    | Mężczyźni | 23                           | 23 | 22         | 30          |         |             |
| 2.    | Kobiety   | 13                           | 13 | 13         | 15          |         |             |
| Razem | Razem     | Razem                        | 36 | 36         | 35          | 45      |             |

## Medaliści
| Konkurencje       | Złoto                           | Srebro                          | Brąz                            |
| ----------------- | ------------------------------- | ------------------------------- | ------------------------------- |
| Mężczyźni         |                                 |                                 |                                 |
| bouldering        | Wenezuela · Leonel de Las Salas | Wenezuela · Manuel Escobar      | Wenezuela · Rafael Olivares     |
| prowadzenie       | Wenezuela · Manuel Escobar      | Brazylia · André Berezoski Neto | Wenezuela · Rafael Olivares     |
| wsp. na czas      | Wenezuela · Manuel Escobar      | Ekwador · Gabriel Delgado       | Wenezuela · Leonel de Las Salas |
| wspinaczka łączna | Wenezuela · Manuel Escobar      | Wenezuela · Leonel de Las Salas | Chile · Jesús Gonzales          |
| Kobiety           |                                 |                                 |                                 |
| bouldering        | Wenezuela · Francis Rodriguez   | Wenezuela · Lucelia Blanco      | Wenezuela · Carolina Colmenares |
| prowadzenie       | Wenezuela · Francis Rodriguez   | Brazylia · Janine Cardoso       | Chile · Sara Alwyn              |
| wsp. na czas      | Wenezuela · Rosmery da Silva    | Wenezuela · Berlys de Las Salas | Wenezuela · Lucelia Blanco      |
| wspinaczka łączna | Wenezuela · Francis Rodriguez   | Wenezuela · Rosmery da Silva    | Brazylia · Janine Cardoso       |

## Klasyfikacja medalowa
* Gospodarz zawodów został zaznaczony tym kolorem.
|                    |                    |                    |   |   |    |    |   |   |   |   |   |   |
| 1                  | Wenezuela *        | 8                  | 5 | 5 | 18 | 4  | 2 | 3 | 4 | 3 | 2 |   |
| 2                  | Brazylia           | 0                  | 2 | 1 | 3  | 0  | 1 | 0 | 0 | 1 | 1 |   |
| 3                  | Ekwador            | 0                  | 1 | 0 | 1  | 0  | 1 | 0 | 0 | 0 | 0 |   |
| 4                  | Chile              | 0                  | 0 | 2 | 2  | 0  | 0 | 1 | 0 | 0 | 1 |   |
| Ogółem (4 państwa) | Ogółem (4 państwa) | Ogółem (4 państwa) | 8 | 8 | 8  | 24 | 4 | 4 | 4 | 4 | 4 | 4 |